# 宋能云
宋 能云（ソン・ヌンウン、朝鮮語: 송능운、1903年5月23日 - 1980年12月27日または12月29日）は、日本統治時代の朝鮮の教員、実業家、大韓民国の政治家。全羅北道議会議員、第5代韓国国会議員。本貫は礪山宋氏。

## 経歴
全羅北道沃溝郡出身。群山公立農林学校、全羅北道教員養成所を経て、1928年広島広陵中学校卒。城山公立普通学校教員を経て、慶尚南道農務課で10余年間勤務した。その後、沃溝郡庁産業技手、朝鮮米穀調査委員、新泰仁中央醸造株式会社社長、自由党所属の全羅北道議会議員、大韓国民会井邑郡副会長、井邑郡酒造組合理事長、新泰仁中高等学校財団理事、国会農林委員を務めた。
1980年12月27日、ソウル市江東区岩寺洞の自宅で持病により死去。享年78。